# Praia Grande (Santa Catarina)
Pour les articles homonymes, voir Praia Grande.
Praia Grande est une ville brésilienne du sud de l'État de Santa Catarina.

## Généralités
Parmi les principales attractions locales, partiellement localisés dans la municipalité, on trouve le « parc national d'Aparados da Serra » et le « parc national de la Serra Geral ».

## Géographie
Praia Grande se situe par une latitude de 29° 11′ 48″ sud et par une longitude de 49° 57′ 01″ ouest, à une altitude de 45 mètres.
Sa population était de 7 270 habitants au recensement de 2010. La municipalité s'étend sur 279 km2.
Elle fait partie de la microrégion d'Araranguá, dans la mésorégion Sud de Santa Catarina.

## Administration
La municipalité est constituée de deux districts :
- Praia Grande (siège du pouvoir municipal)
- Cachoeira de Fátima

## Villes voisines
Praia Grande est voisine des municipalités (municípios) suivantes :
- Jacinto Machado
- Santa Rosa do Sul
- São João do Sul
- Mampituba dans l'État du Rio Grande do Sul
- Três Forquilhas dans l'État du Rio Grande do Sul
- Terra de Areia dans l'État du Rio Grande do Sul
- São Francisco de Paula dans l'État du Rio Grande do Sul
- Cambará do Sul dans l'État du Rio Grande do Sul